# Eleonora d'Assia-Rotenburg
Principessa Eleonora d'Assia-Rheinfels-Rotenburg  (Eleonora Philippina Christina Sophia; Rotenburg an der Fulda, 17 ottobre 1712 – Neuburg an der Donau, 23 maggio 1759) fu la consorte di Giovanni Cristiano, Conte Palatino di Sulzbach, da cui non ebbe figli.

## Biografia
Nacque al Palazzo del Langravio a Rotenburg an der Fulda era il settimo figlio di Ernesto Leopoldo, Langravio d'Assia-Rotenburg e di sua moglie, la Contessa Eleonora di Löwenstein-Wertheim-Rochefort. I suoi genitori erano cugini di primo grado, essendo entrambi nipoti di Ferdinando Carlo, Conte di Löwenstein-Wertheim-Rochefort. Suo padre, capo dell'unico ramo romano cattolico del Casato d'Assia, diventò sovrano d'Assia-Rotenburg nel 1725.
Si recò a Torino dove sua sorella Polissena era la consorte di Carlo Emanuele III di Sardegna.
Sposò Giovanni Cristiano, Conte Palatino di Sulzbach a Mannheim il 21 gennaio 1731. Suo marito era stato in precedenza sposato con Maria Henriette de La Tour d'Auvergne, che era morta nel 1728 dopo il parto. Eleonora e suo marito erano cugini di primo grado, essendo il padre di Eleonora un fratello di Maria Eleonora d'Assia-Rotenburg madre di Giovanni Cristiano. L'anno successivo, suo marito successe come sovrano di Sulzbach. Il matrimonio rimase senza figli ed ella diventò vedova nel 1733. Si recò a Neuburg an der Donau dove morì nel 1759.

## Ascendenza
|                                                                       |                                                          |                                                            | Genitori                                                   |  |  | Nonni |  |  | Bisnonni                                         |  |  | Trisnonni                          |  |
|                                                                       |                                                          |                                                            |                                                            |  |  |       |  |  | Ernesto I, langravio d'Assia-Rheinfels-Rotenburg |  |  | Maurizio, langravio d'Assia-Kassel |  |
|                                                                       |                                                          |                                                            |                                                            |  |  |       |  |  | Ernesto I, langravio d'Assia-Rheinfels-Rotenburg |  |  | Maurizio, langravio d'Assia-Kassel |  |
|                                                                       |                                                          | contessa Giuliana di Nassau-Dillenburg                     |                                                            |  |  |       |  |  | Ernesto I, langravio d'Assia-Rheinfels-Rotenburg |  |  |                                    |  |
| Guglielmo, langravio d'Assia-Rotenburg                                |                                                          |                                                            |                                                            |  |  |       |  |  | Ernesto I, langravio d'Assia-Rheinfels-Rotenburg |  |  |                                    |  |
|                                                                       |                                                          | contessa Maria Eleonora di Solms-Hohensolms                | Filippo Reinardo I, conte di Solms-Hohensolms              |  |  |       |  |  |                                                  |  |  |                                    |  |
|                                                                       |                                                          | contessa Maria Eleonora di Solms-Hohensolms                | Filippo Reinardo I, conte di Solms-Hohensolms              |  |  |       |  |  |                                                  |  |  |                                    |  |
|                                                                       |                                                          | contessa Maria Eleonora di Solms-Hohensolms                | contessa Elisabetta di Wied                                |  |  |       |  |  |                                                  |  |  |                                    |  |
| Ernesto Leopoldo, langravio d'Assia-Rotenburg                         |                                                          | contessa Maria Eleonora di Solms-Hohensolms                |                                                            |  |  |       |  |  |                                                  |  |  |                                    |  |
|                                                                       |                                                          | Ferdinando Carlo, conte di Löwenstein-Wertheim-Rochefort   | Giovanni Teodorico, conte di Löwenstein-Wertheim-Rochefort |  |  |       |  |  |                                                  |  |  |                                    |  |
|                                                                       |                                                          | Ferdinando Carlo, conte di Löwenstein-Wertheim-Rochefort   | Giovanni Teodorico, conte di Löwenstein-Wertheim-Rochefort |  |  |       |  |  |                                                  |  |  |                                    |  |
|                                                                       |                                                          | Ferdinando Carlo, conte di Löwenstein-Wertheim-Rochefort   | contessa Josine von der Marck                              |  |  |       |  |  |                                                  |  |  |                                    |  |
| Maria Anna of Löwenstein-Wertheim-Rochefort                           |                                                          | Ferdinando Carlo, conte di Löwenstein-Wertheim-Rochefort   |                                                            |  |  |       |  |  |                                                  |  |  |                                    |  |
|                                                                       |                                                          | contessa e langravia Anna Maria Fürstenberg-Heiligenberg   | Egon VIII, conte e langravio di Fürstenberg-Heiligenberg   |  |  |       |  |  |                                                  |  |  |                                    |  |
|                                                                       |                                                          | contessa e langravia Anna Maria Fürstenberg-Heiligenberg   | Egon VIII, conte e langravio di Fürstenberg-Heiligenberg   |  |  |       |  |  |                                                  |  |  |                                    |  |
|                                                                       |                                                          | contessa e langravia Anna Maria Fürstenberg-Heiligenberg   | principessa Anna Maria di Hohenzollern-Hechingen           |  |  |       |  |  |                                                  |  |  |                                    |  |
| principessa Eleonora d'Assia-Rotenburg                                |                                                          | contessa e langravia Anna Maria Fürstenberg-Heiligenberg   |                                                            |  |  |       |  |  |                                                  |  |  |                                    |  |
|                                                                       | Ferdinando Carlo, conte di Löwenstein-Wertheim-Rochefort | Giovanni Teodorico, conte di Löwenstein-Wertheim-Rochefort |                                                            |  |  |       |  |  |                                                  |  |  |                                    |  |
|                                                                       | Ferdinando Carlo, conte di Löwenstein-Wertheim-Rochefort | Giovanni Teodorico, conte di Löwenstein-Wertheim-Rochefort |                                                            |  |  |       |  |  |                                                  |  |  |                                    |  |
|                                                                       | Ferdinando Carlo, conte di Löwenstein-Wertheim-Rochefort | contessa Josine von der Marck                              |                                                            |  |  |       |  |  |                                                  |  |  |                                    |  |
| Massimiliano Carlo, principe di Löwenstein-Wertheim-Rochefort         | Ferdinando Carlo, conte di Löwenstein-Wertheim-Rochefort |                                                            |                                                            |  |  |       |  |  |                                                  |  |  |                                    |  |
|                                                                       |                                                          | contessa e langravia Anna Maria Fürstenberg-Heiligenberg   | Egon VIII, conte e langravio di Fürstenberg-Heiligenberg   |  |  |       |  |  |                                                  |  |  |                                    |  |
|                                                                       |                                                          | contessa e langravia Anna Maria Fürstenberg-Heiligenberg   | Egon VIII, conte e langravio di Fürstenberg-Heiligenberg   |  |  |       |  |  |                                                  |  |  |                                    |  |
|                                                                       |                                                          | contessa e langravia Anna Maria Fürstenberg-Heiligenberg   | principessa Anna Maria di Hohenzollern-Hechingen           |  |  |       |  |  |                                                  |  |  |                                    |  |
| contessa Eleonora Maria di Löwenstein-Wertheim-Rochefort              |                                                          | contessa e langravia Anna Maria Fürstenberg-Heiligenberg   |                                                            |  |  |       |  |  |                                                  |  |  |                                    |  |
|                                                                       |                                                          | Mathias Khuen von Belasi, conte di Lichtenberg e Gandegg   | Jakob Khuen von Belasi, conte di Lichtenberg e Gandegg     |  |  |       |  |  |                                                  |  |  |                                    |  |
|                                                                       |                                                          | Mathias Khuen von Belasi, conte di Lichtenberg e Gandegg   | Jakob Khuen von Belasi, conte di Lichtenberg e Gandegg     |  |  |       |  |  |                                                  |  |  |                                    |  |
|                                                                       |                                                          | Mathias Khuen von Belasi, conte di Lichtenberg e Gandegg   | baronessa Siguna Margaretha von Annenberg                  |  |  |       |  |  |                                                  |  |  |                                    |  |
| Contessa Maria Polissena Khuen von Belasi von Lichtenberg und Gandegg |                                                          | Mathias Khuen von Belasi, conte di Lichtenberg e Gandegg   |                                                            |  |  |       |  |  |                                                  |  |  |                                    |  |
|                                                                       |                                                          | contessa Anna Susanna von Meggau                           | Ferdinand Balthasar, conte di Meggau                       |  |  |       |  |  |                                                  |  |  |                                    |  |
|                                                                       |                                                          | contessa Anna Susanna von Meggau                           | Ferdinand Balthasar, conte di Meggau                       |  |  |       |  |  |                                                  |  |  |                                    |  |
|                                                                       |                                                          | contessa Anna Susanna von Meggau                           | contessa Esther von Sulz                                   |  |  |       |  |  |                                                  |  |  |                                    |  |
|                                                                       |                                                          | contessa Anna Susanna von Meggau                           |                                                            |  |  |       |  |  |                                                  |  |  |                                    |  |

## Titoli e trattamento
- 17 ottobre 1712 – 11 gennaio 1731  Principessa Eleonore d'Assia-Rheinfels-Rotenburg [4]
- 11 gennaio 1731 – 11 luglio 1732 la Principessa Ereditaria di Sulzbach
- 11 luglio 1732 – 30 luglio 1733 la Contessa Palatina di Sulzbach
- 30 luglio 1733 – 23 maggio 1759 Sua Altezza Serenissima la Contessa Palatina Vedova di Sulzbach